# 亀山亮
亀山 亮（かめやま りょう、1976年 - ）は、日本の写真家。

## 人物
1976年、千葉県生まれ。日本写真芸術専門学校報道・写真芸術科卒業。
15歳のときに三里塚闘争を続ける農家を取材したことを皮切りに活動を始める。
1996年より先住民の権利獲得運動を行なうサパティスタ民族解放軍など中南米の紛争地の撮影を始める。2003年、パレスチナの写真でさがみはら写真新人賞、コニカフォトプレミオ特別賞を受賞。2011年、『3/11　TSUNAMI』で第12回上野彦馬賞入選。コンゴ、リベリア、ブルンジなどアフリカ7カ国の紛争地に8年間通い続け、2012年『AFRIKA WAR JOURNAL』を発表。2013年、同作で第32回土門拳賞を受賞。他の著書に『Palestine:Intifada』『Re;WAR』『Documentary写真』『アフリカ 忘れ去られた戦争』などがある。

## 作品リスト
- 『Palestine:Intifada』
- 『Re;WAR』
- 『Documentary写真』
- 『アフリカ 忘れ去られた戦争』
- 『AFRIKA WAR JOURNAL』